# يدي تبيه
يدي تبيه (بالتركية: Yeditepe)‏ هي بلدة في جنوب تركيا تابعة لمدينة أوردو في محافظة هاتاي. البلدة تقع على الطريق السريع الذي يربط سوريا مع تركيا، وبالقرب من نقطة تفتيش حدودية. تبعد مسافة 10 كيلومتر عن مدينة أوردو.